# Juraj III. Drašković
Juraj III. Drašković (oko 1560. – oko 1607.), je bio general i zapovjednik, sin Gašpara i Katarine rođene Szekely.

## O njemu
Žena mu je Julijana Herbeštein. Spominje se u ispravama s braćom Ivanom II i Petrom. Od 1590. godine do 1592. sudjeluje u bitci kod Siska te 1595. i 1596. u bitkama i osvajanju Petrinje, nakon čega je imenovan generalom i zapovjednikom. O njemu nema puno podataka.